# Vasile Georgescu Paleolog
Vasile Georgescu Paleolog (n. 1890 – d. 1979) a fost critic de artă și agricultor de seamă român.

## Biografie
Vasile Georgescu Paleolog s-a născut la 23 septembrie 1890, în satul Teiu, comuna Cornu, județul Dolj, și nu în 1891, la Craiova, cum este înscris în acte.
Prieten cu Amedeo Modigliani, Guillaume Apollinaire, Ezra Pound, Constantin Brâncuși și alte personaje ilustre, va străbate Europa timp de 20 de ani înainte de a se stabili pe meleagurile natale in județul Dolj.
Căsătorit cu Cecile Henriette Lauru, absolventă a conservatorului din Paris, au avut trei copii: Tretie Stan Dragoses, Preda Varlam Calomfir si Dyspré Henry Theodore.
Vasile Georgescu Paleolog s-a stins la Craiova în 1979 și este înmormantat în biserica familiei din 'Cimitirul Sineasca'.

## Distincții
- Ordinul „Meritul Cultural” clasa a II-a (1968) „pentru activitate deosebită în domeniul artelor plastice”[3]

## Despre V. G. Paleolog
Traiectoria lui V. G. Paleolog de la Corlate ...
(Petre Pandrea, dintr-o Epistolă (netrimisă) lui V. G. Paleolog)

 Viața lui V. G. Paleolog pare a fi rezultatul unui arunc de zaruri, un spectacol miraculos al întâmplărilor și întâmplării, numai că sub acest rostogol al zarurilor se află necesitatea ca poveste a omului și operei acestuia. Numai că ceea ce vedem este partea dramatică, scandalul rațiunii în confruntarea cu realul și cu sine, iar dedesubt se află "narativul" inconștientului, cel care generează întâmplările și le leagă între ele, surprinzând astfel mișcările rațiunii. Surprinsă și, în cele din urmă, obligată să le recunoască, rațiunea trufașă încearcă să se definească prin despărțire de abstractul intelect și prin viclenie dialectică. Viața lui V. G. Paleolog se desfășoară între întâmplare și inconștient; de prima, minunându-se și încercând să-i ordoneze chipurile; de celălalt, dorind să se apropie și stând continuu de veghe și pândă, precum vânătorul din basme – lui atât de revelatorii – să surprindă hoțul merelor de aur. Acest "hoț" îl stăpânește pe omul plecat în căutarea de sine și ca întreg; fiindcă el cunoaște, mai mult decât omul în ipostaza de veghe și "vânător", arta disimulării. După o hărțuire de-o viață, sau după o luptă de o noapte, omul se trezește sub stăpânirea aceleiași dorinți care îl pusese pe calea căutării de sine. "Aș vrea ca în momentul trecerii dincolo – îmi spunea V. G. Paleolog – să fiu lucid, cel puțin o clipă, ca să pot face o zgârietură în inconștient." Continuă veghe și luptă, statornică și chinuitoare dorință! Un om mai norocos și fericit, pe această cale de încercare de noapte, primise în zori, odată cu lovitura în coapsă, răspunsul la întrebarea: "Cine ești?", "Sunt cel ce sunt!" Dar până la acel "noroc", chip poate tot al unei preafericite întâmplări, el trebuie să se confrunte cu primejdiosul sunt cel ce sunt și nu sunt. Stăpânitorul de jos al omului!
Prima călătorie
Vasile Georgescu Paleolog s-a născut la 23 septembrie 1890, în satul Teiu, comuna Cornu, județul Dolj, și nu în 1891, la Craiova, cum este înscris în acte. S-a născut "într-o casă strămoșească și acolo nu era primărie și s-a neglijat ca să se facă formalitățile de înscriere", acestea s-au făcut, după un an, la Craiova, "când a venit moașa să mă vaccineze – îi povestește lui Victor Crăciun, într-un documentar-artistic, scenariu al unui film despre Brâncuși, pentru TVR - a cerut actul de naștere și mama a spus că se află la tatăl meu care era atunci secretarul primăriei din Craiova și pentru că se aflau deja în anul 1891 au întocmit actul trecând acest an și localitatea Craiova". Asemenea lucruri se întâmplau des. Din cartea sa, Tinerețea lui Brâncuși (Ed. Tineretului, Buc., 1967), aflăm că în actul de naștere, înregistrat la 21 februarie 1876, Brâncuși s-a născut "alaltăieri".
Fără să știe, încă înainte de a împlini un an și de a gânguri primele cuvinte, a avut parte de o schimbare a locului, de prima călătorie. Dar mutând anul, chiar și ziua cu vreo două săptămâni, după litera noului calendar, venirea pe lume rămâne tot în aceeași lună, a "strugurilor", mult dragă lui și cumpătat cinstită de licoarea sacră. În actul de naștere, întocmit astfel cu întârziere, numele său este Basilie Gheorghescu. Cap de an și de amintire a Basileilor din Constantinopol și, mai înapoi, al Sfîntului Vasile cel Mare, unul din Sfinții Părinți ai creștinismului, care a luminat taina și principiul Treimii. Basilie, micuțul Vasile, este al șaselea dintre cei unsprezece frați, din care doar șapte au ajuns la maturitate. Paleolog, i s-a adăugat mult mai târziu pe "cotorul actului", când a plecat din țară, aflăm din spusele sale lui Ilarie Hinoveanu (interviul V. G. Paleolog, publicat în Ramuri, din martie 1972), nume pe care, prescurtat, îl purta mama sa, Maria Paleo. Ea era "fiica mazilului Mită din comuna Cornu-Dolj", iar tatăl, Badea Georgescu, "al lui Mâniosu, din neamul lui Grozavu din Galiciuica", așezare încă din vremea romanilor.
Așa începe viața lui V. G. Paleolog, cu o greșeală de înregistrare, ca și cum s-ar fi vrut să fie scos din lumea aparențelor, a relelor eventualități, cum se făcea pe timpuri cu cei bântuiți de demon, schimbându-li-se numele, ba chiar și părinții, ca răul să nu-i mai poată urmări și atinge. Viața sa începe cu o invitație la metamorfozări: an și loc de naștere schimbate, nume preschimbat și adăugat, ca, în cele din urmă, să devină pentru cei mai mulți un patriarh, descendent al împăraților bizantini.
La sfârșitul secolului al XIX-lea, Georgeștii se aflau în Bănie, tatăl Badea Georgescu (1844-1902), ocupând anumite funcții administrative. Este prefect al plășii Balta, secretar general al Primăriei Craiova și secretar al Consiliului județean Dolj, adică, așa cum i se spunea, "director al Prefecturii". El s-a remarcat și prin diverse scrieri juridice: Una parte din ticăloșiile administrației colectiviste (1888), Mișcarea funcționarilor județeni și comunali din toată țara pentru revendicarea drepturilor la pensiuni (1893), sau Legea de expropiație pentru cauza de utilitate publică cu câteva explicații practice (1899). Familia Georgeștilor își interferează relațiile zilnice și în timp cu mai toate familiile de vază ale Craiovei. Dacă nu ar fi fost astfel, engramate în memoria afectivă a copilului Vasile, cum ar fi putut mult mai târziu, peste șapte decenii, în cartea Tinerețea lui Brâncuși, să le descifreze și să le evoce în preocupările lor diurne și culturale, întinse în istorie și peste margini, îndeosebi de la Craiova la București și pe calea Viena-Paris! Memoria criticului, fabuloasă, pare a trage după ea un veac, cu români și francezi, înviind cele mai tulburătoare destine, fie de o clipă, fie strălucitoare pe cerul eternității, într-un spectacol al prieteniei și al ideii.
La întrebarea lui Ilarie Hinoveanu despre primele imagini din Craiova copilăriei, V. G. Paleolog evocă "lumea internațională" din Obedeanu, din acel colț al Craiovei, unde a copilărit: "Între acei oameni ajunși Craiovei erau armenii scăpați măcelului din 1896, poruncit de Abdul Hamid, o noapte a Sfântului Bartolemeu la puterea a zecea, în care au fost asasinați 300.000 de oameni (cel mai uriaș genocid până la lagărele fasciste). De la Anton Șamoradian, halvițar în hanul zis al lui Rusoiu (colțul străzii Primăverii), și de la prietenul lui, Apolitis (pe care l-am surprins în fundul grădinii lui, vecină cu a noastră, îngenuncheat cu palmele spre soare, închinându-i-se, spre spaima mea, neînțelegându-i bolboroseala), am păstrat două zaruri rătăcite de Apolitis în prăvălia lui Șamoradian. Am conservat aceste zaruri cu o tainică sfințenie, nepricepând decât 14 ani mai târziu ce semnificație aveau simbolurile incizate în fildeșul lor. (…) În aceeași ambianță "internațională" de care vorbeam, am copilărit în brutăria lui Traicu, care nu era altceva decât o tainiță de comitagii (adică rezistenți macedoneni împotriva lui Abdul Hamid), spaima jandarmeriei otomane, a căror faimă fusese de-a răpi pe Miss Stone, o celebră ziaristă americană, răscumpărată cu dolari grei, dar care a păstrat cele mai duioase amintiri ale captivității ei, făcând din acești comitagii eroi moderni ai luptei pentru libertate. În brutăria lui Traicu, acești comitagii erau frământători de cocă pentru lipiile care deveneau "prăjituri" pentru cei ce asudau pe ogoare, bieții țărani veniți la oraș după treburi. Mai toți purtau cicatrice pe corpul lor gol până la brâu, semne ale împușcăturilor ori tăișurilor de sabie din luptele cu urmăritorii lor, jandarmii otomani. În climatul acelui cerc "internațional" (îmi mai amintesc de blânzii austrieci cismari sau mecanici la întreprinderea de mașini agricole Clayton și Shutleworth, de caretașii cehi, de florarii unguri, de sculptorul neamț Gossler, de doctorul rus Roskowsky, de ale cărui îngrijiri ne bucuram când eram bolnavi) mi s-a format o personalitate doritoare de necunoscut."

În cartea Tinerețea lui Brâncuși, V. G. Paleolog învie lumea mirifică a copilăriei lui Brâncuși, care nu este alta decât și a sa, cea proprie – edenul copilăriei fiind același în mai toate părțile lumii și pentru oricine, amintirile din copilărie sunt singurul eden rămas omului și din care nimeni nu-l poate izgoni. După șapte decenii, aduce în această carte propria lume, strânsă de ochii de copil, care este lumea Craiovei, pentru a arăta pașii adolescentului Brâncuși. Reamintirea trage vălul de pe lumea retrasă departe în umbră. În anii de sfârșit ai secolului al XIX-lea, copilul lui "dom’ Badea", directorul Prefecturii, nu lasă nimic neatins de tălpi sau de priviri din Craiova și marginile sale. În Piața Gării rătăcește și ascultă "gălăgia mulțimii venindă și ieșindă", "vălmășagul bâzâitor care domina piața"; se miră de literele aproape "de un cot" de la "Restaurantul Frații Spirtaru", ia seama în restaurant băieților de prăvălie, semnului lor distinctiv, "șorțul de postăvior verde". Aproape zilnic colindă Calea Dunării, trece "podul de piatră" al "uliții Maicii Domnului" și se pierde în mulțimea din Piața Elca, "inima comercială a Craiovei", unde trona Băcănia lui Ion Zamfirescu, "magazin cu coloniale și delicatese" și bodega acestuia cu "vinuri fine și băuturi spirtoase". "Prăvălia – își amintește - se găsea la pont bun, la intrarea sau la ieșirea după cum – în și din Piața Elca, străvechiul miez comercial și al oficialității din Craiova, străjuit de Bănie și de ruina bisericii Sf. Dumitru de o parte, și de cealaltă de vestitul han brâncovenesc al Hurezului, devenit și pentru puțină vreme al "nemților cu coadă", al austriecilor cotropitori, și în ultim: Căimăcămia, aceasta până la "arsul Craiovei". Era pe vremea lui un conglomerat de ruinături, din care dăinuiesc și azi în strada Hurezului ziduri urmașe și impresionante, și printre ele cărămizi de factură romană, din care prea puține se mai văd în temeliile descoperite ale clopotniței bisericii Sf. Dumitru și multe, multe în cele ale mănăstirii Coșuna, la o palmă de loc departe de castrul cărei cine știe ce Pelendava?" Reînvie aleasa clientelă a bodegii lui Ion Zamfirescu:"Era căutată și veneau acolo slujbași ai primăriei, ai prefecturii și ai poliției; popii bisericilor vecine, cei de la Brândușa și ai Treimii (…) precum și comercianții nescăunași, pe picior; doi, trei misiți; blănari cu bucata, căci vidre, jderi și râși, pe lângă vulpi și lupi de baltă, tot mai picau; zarafii stimați și gravi, care negustoreau cu grijă constandinații, lirele și fiorinii, și "polii" de aur, care au devenit "cocoșei", trecând cu grabă pe cei șterși, fără zimți sau îngăuriți (de mai jos curs), zarafii fiind la zi cu cel al agioului atunci în floare." În bodegă, ochii copilului sunt atrași de acei "struguri pe funduri de butoaie cu frunze și lăstari de viță", pe care le meșterise cu bricegușul, doar cu câțiva ani înainte, Brâncuși. Încă erau "prietenii lui și tovarăși de slugărie: Livadaru, calfă de tapițer, Gorjanu-stămbarul, tejghetar al "Stelei colorate", Cărămidă-perierul și Grigore, strungar în lemn."  Mai era aciuită pe aceeași uliță, a Maicii Domnului, și bătrâna poloneză "Jidovchița plângăreață", cea cu meteahna de-a nu se uita în ochii nimănui, căci, atunci când se întâmpla, începea să plângă. V. G. Paleolog îi descrie pe aceștia și pe alții, ca și cum i-ar face din lut și ar sufla peste ei, dându-le viață. Viața lor de o clipă. Îl vedem pe Livadaru, care făcea păpuși și "stele", pe Ratz-tapițerul, pe Zwenger-cherestegiul și pe mulți, mulți alții. Reconstituie minunea cu facerea viorii de către Brâncuși; încercarea ei de către vestitul lăutar Mihalache, dând glas poemei Călugărul din vechiul schit a lui Traian, fiul lui Demetrescu Gambeta, de față fiind toate "obrazele" puterii. Consilierul județean Grecescu și "Dom’ Badea", slujbașul Prefecturii, care-i rostuiește clasele primare, sunt cei care îi schimbă destinul lui Brâncuși și-l introduc, la 1 septembrie 1894, în Școala de arte și meserii, făcându-l pe acesta, mai târziu, să spună că "la Craiova m-am născut a doua oară".
Cu "Dom’ Badea" invitat, copilul sfios, dar cu toate simțurile deschise, umblă prin casele mai marilor. Ia seama arhitecturii caselor, "tâmplăriei fine de mobilă", fotoliilor "a la Voltaire", "a la Giulio II" , din interior, ce parcă nu se potriveau cu stăpânii, cu oamenii de pe stradă și nici cu lacrele și lavițele lui de-acasă. Era stilul "tăițeilor fierți". Din aceste case se oprește pe lângă zidurile școlii de arte și meserii, încântat de uniforma impozantă a vreunui școlar-bursier, "cu chipiu cu ceaprazuri, nădragi cu vipuști și tunici cu nasturi de metal lucitor, încizmuit și cu potcovițe cazone", mult mai altfel decât ostașii de la 26 Rovine sau decât amărâții ce făceau de pază la penitenciarul Bucovăț. Colindă cimitirele, "unde pe lângă cruci și crucioaie și peste grele obloane de fier care acopereau "cavourile", ici și colo se înălța câte o "statuie", un cap pe umeri șui, vreo coloană frântă încolăcită de iederă și apoi numai cruci și cruci în tot felul: de lemn, de marmură ori de fier." În Sineasca, familia Georgeștilor ridica o Capelă, cât o biserică în toată legea. Capela avea să poarte numele "Sfânta Maria", cinstind pe-al mamei sale, Maria Paleo, și poate și ziua de naștere a lui. Merge acolo cu mama, ajutând-o să ducă mâncare de prânz zidarilor. Se miră și de rândul de cărămizi de sus, din cheia bolții, pe care zidarii nu l-au pus până nu s-a urcat popa Gerota, zis Haiduc, de la biserica "Sf. Ilie", cu cădelnița și busuiocul de l-a stropit cu agheazmă, spre bucuria adunării și hazul copiilor strânși. Stă ceasuri întregi cu gâtul frânt sub schelele zugravilor de la biserica "Sf. Gheorghe Nou", îi plăcea nu cum umplu arcadele și bolta cu chipuri după Erminia lui Dionisie din Furna, chinuindu-se cu fața în sus, sau când prepară vopselurile, amestecându-le cu albușul nevinovatelor ouă, ci era îndrăgostit de verdele verdelui din hlamide; iar când durerea gâtului îi întrecea răbdarea și plăcerea, fugea afară și lua calea, pe lângă bătrâna din colț ce da în bobi unei vădane, fie spre parcul Romaneștilor, fie spre lunca Jiului. Întâlnește, și se amestecă între ei, copii și copilițe, bucurându-se în jocuri de cuvinte, cu tâlcuri pierdute, și în neastâmpăr de picioare, ca și cei de la Teiu, unde rareori mergea. "Cine dintre noi – va scrie, spre zenit, în textul Constantin Brâncuși și Ezra Pound – nu a practicat, în întâia tinerețe, impropriu numite "jocuri", care nu sunt decât arhaicele exhultări ale acelui surplus de energii vitale, ludice și expresie de gratuită cheltuială de sine – o ardere a organelor receptive în echilibrul lor termic comun. Cine? Cine dintre noi nu a bătut din palme săltând, scandând, ritmând, rimând, căutând a se elimina de obicinuielnic, și nu va mai fi intonat (…): Onica, /  Danica / Trei sălciele / Fermecele / Pui, țui, papagal / Pene albe de curcan / Ieși afară…căpitan". Adică acest copil, dintre cei așezați în cerc și arătat cu degetul, după rostirea onomatopeică, la ultimul cuvânt, este scutit de servituțile jocului, eliminat, sau devine conducător, "căpitan". Vasile Lovinescu, urmărind câteva cimilituri la Creangă, citează o "frământare de limbă" din propria-i copilărie, mai amintind de acel logos-spermatikos: "Uni, / Doni, / Trini, / Pani, / Rusca, / Busca, / Godi, / Mani, / Pisirichi, / Pichi!" Cu ultima șfichiuire de cuvânt, parcă dintr-o limbă păsărească, a îngerilor, copil numit iese din cerc, din ciclul devenirii. "Copiii spun cimilituri din gura cărora Scriptura zice că se rostește înțelepciunea. Puerilitatea întinde un subțire văl peste Abis" (V. Lovinescu, Mitul sfâșiat, Institutul European, 1999, p. 213). Copilul lui "Dom’ Badea" trebuie să fi văzut și pe crucerii de lângă cimitirul Sineasca, dulgherind soarele în lemnul uscat și tare de salcâm sau de stejar, soarele invocat de el în hora și zburada de pe malul Jiului: "Ieși soare /  din închisoare / de-ncălzește / oase goale! /  Ieși moș / din coș / că vin pistoalele / buuum!"  și tot de la ei trebuie să fi învățat trasul ferestrăului în acord cu "ritmia respirului"; iar "fiertul fierului" cu barosul, obținând muzica loviturilor tari și moi, de la fierarii din Bucovăț, când ducea caii la potcovit.
Prima treaptă a inițierii
Maria trebuie să fi fost bucuroasă de nașterea băiatului, fiindcă era al șaselea copil și încheia, după crezul ei, numărul zilelor de caznă, după care vine ziua de odihnă a Domnului, băiatul apărând pe lume chiar de ziua numelui ei, când întreaga casă se pregătise să o cinstească după cum se cuvine pe-a doua sărbătoare a Sfintei Marii. A treia seară după naștere, moașa de buric împreună cu lehuza au pregătit masa de întâmpinare a celor trei ursitoare. "Pe o măsuță scundă și rotundă, cu trei picioare – mi-a povestit V. G. Paleolog - , au întins un ștergar din cele din lacră, peste care au așezat un fir de busuioc d-ăl  verde, un strugure dat în copt, o cărticică din câteva foi – trebuie să fi fost din ale tatei – și un pistornic de lemn, vechi și cu tăinuite și sfinte crestături chirilice în steap, luat de la icoană, spre uimirea bătrânei moașe. "Trebuie să fie din cei ce pun sigiliu: ori popă, ori domn mare" – i-a spus mama dorința. Dar înainte de cântatul dintâi al cocoșului, tocmai pe când mama mă visa jucându-mă cu șase pietricele, pisoiul nostru, mare și negru, sare de pe fereastră – că o lăsaseră deschisă pentru ursitoare – drept pe marginea mesei de jos și o răstoarnă, prin ce minune?, cu fața peste toate cele puse pe ea. Mama sare din somn și întrerupe visul. Făcând semnul crucii, a îndreptat masa și a pus iarăși pe ea darurile de pe jos. Nu a mai fost chip să adoarmă până dimineața. Așa a rămas cu visul întrerupt și fără să mai audă ursitoarele. Îndeosebi pe-a treia trebuie să o auzi, că ea este scurtă-n vorbă și ce zice se împlinește. Despre această masă a ursitoarelor, o dată doar, mi-a vorbit mama, când a trebuit să-mi iau lumea-n cap, să plec la București."

V. G. Paleolog s-a născut (aproape) de echinocțiu, când ziua și noaptea sunt în cumpănă, prima în scădere și ultima în creștere, simbolic pentru raportul forțelor în viața sa, dar de răsturnat în conștiință. Despre tâlcurile cu masa ursitoarelor, pe care mi le-a deslușit, vom vorbi ceva mai încolo, când întâmplările vieții sale le vor lumina și, poate, necesitatea o va solicita. Dar unde se află temeliile puiului de om? Orizonturi succesive se deschid spre ele. Adevăratul om se pierde mult înapoi. Spre amurg, privirea omului se îndreaptă spre propria copilărie, care devine din ce în ce mai prezentă, cu candoarea și magia ei, dar în care rezonează copilăria îndepărtată a lumii. Copilul acesta, chiar de la naștere, fără să știe, are parte de peregrinare, în sângele său dezvăluindu-se chinul netihnei, iar în suflet, lipsa de stare. Vasile, împreună cu frățiorii, sau singur, a făcut drumul dintre sat și oraș, îmbrățișând lumea, într-o parte, prin uimire, astfel deschizând catehismul naturii; iar în cealaltă, prin mirare și incipientă "înțelegere", apropiindu-se de catehismul omului. Într-o parte, privește cu uimire la "reînnoirea anuală a vivacelui, prin împerechere la porunca continuității impusă de Fire – cum avea să spună despre Dragobete - , la a cărei abatere ea însăși se răscoală printr-o dezlănțuire a simțurilor care o cer când cutcurigi, bozoței și ghiocei sparg gheața ca să înflorească" (Din genetica inspirației lui Brâncuși); iar în cealaltă parte, cu mirare și avidă curiozitate cutreieră străzile Craiovei, se oprește în Gară – loc de întâlnire și răscruci al tuturor -, ia seama mulțimii grăbite din gară și învălmășite în piață, își lipește privirea pe stucatura vechilor și noilor case, a lucrăturii ușilor și ferestrelor, a ceardacurilor odihnitoare pe timpul verii, a prăvăliilor și manufacturilor, a oamenilor de sus și de jos. Tatăl său fiind secretarul Primăriei, întregul oraș îi devine copilului familiar ca o casă, îi știe și-i privește cu de-a măruntul pe șefi, cu candoare pe cei mulți care se zbat și aleargă pentru o slujbă și-o bucată de pâine. Începe să-i știe pe cei născuți aici, ai orașului, pe noii veniți, unii de aiurea, din cele patru vânturi, cu destine frânte sau în căutarea destinului, dar își revelează și propriul sine. Procesul uimirii în cazul său își epuizează cele trei faze posibile: uimirea că lucrurile sunt cum sunt sau altfel decât crede că ar trebui să fie, uimirea că prin ceea ce apare se vede o țesătură de tâlcuri, și cea când descoperă că el este o parte, un fir de nisip și de gând, din cosmos, că în acest firav bob de rouă, străluminat de simțire și gând, se reflectă întregul cer. Aceasta este faza superioară în care uimirea îl așază în centrul lumii și în jurul sinelui său lumea începe să se ordoneze. Nimic din Craiova nu-i rămâne copilului V. G. Paleolog nepipăit cu privirea și neînscris pe pagina albă a simțirii și minții. Când el absorbea orașul cu lumea sa, adolescentul Constantin Brâncuși își încerca aici norocul, supus necesarelor probe ale destinului. Adolescentul, încrezător în frumusețea și bunătatea omului, trecea din slujbă în slujbă, ca bună purtare; copilul cu nevinovata privire lua seama slujbelor și slujbașilor, stăpânirii și stăpânilor. Fără să știe, ca o umbră legată de picioare, copilul V. G. Paleolog își împletea destinul cu cel al adolescentului Constantin Brâncuși, iar prin tatăl său, "Dom’ Badea", care îi rostuise acestuia clasele primare, chiar își găseau un nod (virtual) de pornire. Se știe, după C. G. Jung, că sincronicitatea faptelor este un principiu al relațiilor acauzale din ordinea umană.
Dacă nu s-ar fi scufundat în memoria sa un întreg oraș, ca într-o fântână a trecutului, dacă nu s-ar fi engramat cu lumea sa cu tot, ca legile pe tablele de piatră, cum altfel ar fi putut, după șapte decenii, să-l reconstituie în admirabila carte, Tinerețea lui Brâncuși, și să-l centreze pe urmele pașilor adolescentului de-atunci, ales nu numai de sus, ci și de cei din cercul mai marilor orașului!? Dacă nu ar fi ridicat din părelnicia simțurilor, a senzației și percepției, lucrurile și oamenii, cum ar fi putut să le descrie și să-i însuflețească cu nota lor de particular și cu acel suflu de general, să le surprindă "legea" și firea, să le scoată și să-i mântuiască de sub blestemul abstractei generalități!? Nu doar alți oameni și alte străzi îi atrag ochii și îi momesc pașii, ci își pregătește pătrunderea treaptă cu treaptă în lumea subterană spre apele de taină ale acelei fântâni a trecutului. În părăginirea cimitirelor citește precaritatea omului, a legilor și regulamentelor date de acesta, în soarele incizat în cruci, o "eternă reîntoarcere", ca a naturii, ca a zilelor, iar în strugurii și frunza de viță de vie, vede chiar surâsul din ochiul lui Dumnezeu. "Dacă vrei să-l privești în ochi pe Dumnezeu trebuie mai întâi să te pleci în genunchi; dacă vrei să vezi ochii acestor sfinți pictați, trebuie să te pleci până la picioarele lor" – i-a zis zugravul de pe schelă, din biserica "Sf. Gheorghe Nou", ce sta întins cu capul sub arcadă, întinzând vopseaua chiar în ochii unui sfânt. Nu s-a supărat de apostrofa acestuia, ci noaptea a visat cum culorile din curcubeu s-au luat la întrecere care ajung mai repede pe pământ și fiindcă distanța a fost prea scurtă, cea albastră a strigat, dintre ele: "Nu spre pământ, ci spre cer, că este mai departe!", iar cea verde a strigat și mai tare: "Nu, spre ochii copiilor, că ei ne pot vedea care suntem mai vitează!" A priceput că toate stau sub o lege, a sinei lor, chiar și culorile. Dar, în același timp, acaparat de zarurile primite și de misterioasele lor semne, jucându-se cu ele, siguranța de mai sus, a existenței unei legi și firi în lume și a conștiinței de sine, s-a zdruncinat. Fiecare arunc de zaruri îi aducea o dezmințire. Dar cum ceea ce este un joc, chiar chipul arbitrarului, să-i dea liniștea unei ordini!? Nici în sine, nici în afară. Poate doar lumea muzicii pe care o învăța la pian: acolo, spre adâncuri, întâlnea armonie și taină, rigoare și binecuvântare, căci sufletul lua parte la creația continuă a universului. Lumea ce-i cădea sub simțuri, lumea cea strâmtă, cum ar zice Eminescu, nu era în ordine: cei din jurul tatălui schimbaseră doar mobilierul din casă, se mișcau ca într-un circ, pentru satisfacția simțurilor și nu auzeau nimic din tăcerea mocnindă a țăranilor, pe care el, copilul, îi știa de la Teiu și Cornu; armenii fugiseră de un prăpăd de moarte și se așezaseră între străini; rezistenții macedoneni ce luptaseră împotriva lui Abdul Hamid se aleseseră cu urme de săbii pe corp și cu o slujbă în brutăria lui Traicu; nimic nu avea consistență, nici cât jocurile din lunca Jiului. Cel puțin sub cimiliturile și "frământările de limbă" ale acestora, în limbajul acela ritmat, se ascundea un tâlc al iluminării angelice și solare din centrul ființei umane, mai pâlpâia ceva din limba paradisiacă, a "păsărilor", și presimțea fiorul enigmaticului. La fel, de câte ori aruncă zarurile. Ca bătrânele, bobii. Căci spiritul "suflă unde vrea" și când vrea. Acum i se pare că nimic nu mai merge după capul său, ci după voia necunoscută a întâmplării. și în pofida chipului acoperit de văluri, întâmplarea este cea care îi aduce în sprijin, odată cu această surpare a conștiinței de sine, câmpul larg de manifestări al prieteniei cu celălalt. Ca în fundalul unui templu, dintre umbre și de sub veacuri, celălalt începe să-și contureze chipul bătrân, al unui bătrân luminos, spre a-i asigura liniștea în clipele de nesiguranță a pașilor. În solitudine, deseori se aude zvonul "omului interior" – și începi să vezi cu ochii săi! Noli foras ire, in interiore homine habitat veritas! (Nu vă duceți în afară, în omul interior locuiește adevărul!)